# Новобузький ґебіт
Новобу́зький ґебі́т, окру́га Нови́й Буг (нім. Kreisgebiet Nowibug) — адміністративно-територіальна одиниця генеральної округи Миколаїв райхскомісаріату Україна з центром у Новому Бузі. Існувала протягом німецької окупації Української РСР.

## Історія
Округу (ґебі́т) утворено 15 листопада 1941 опівдні з Баштанського, Володимирівського, Казанківського і Новобузького районів тогочасної Миколаївської області. 
Станом на 1 січня 1943 Новобузький ґебіт поділявся на 4 німецькі райони: район Баштанка (нім. Rayon Baschtanka), район Володимирівка (нім. Rayon Wladimirowka), район Казанка (нім. Rayon Kasanka) і район Новий Буг (нім. Rayon Nowibug).
8 березня 1944 року внаслідок Березнегувато-Снігурівської наступальної операції адміністративний центр округи захопили радянські війська.